# Rhabderemia forcipula
Rhabderemia forcipula är en svampdjursart som först beskrevs av Claude Lévi 1989.  Rhabderemia forcipula ingår i släktet Rhabderemia och familjen Rhabderemiidae. Inga underarter finns listade i Catalogue of Life.